# Никольская церковь (Слюдянка)
Свя́то-Нико́льская це́рковь — православный храм в городе Слюдянка Иркутской области. Памятник истории и культуры начала XX века. Была построена в 1914 году строителями Кругобайкальской железной дороги. Является архитектурной и культурной достопримечательностью Слюдянки. Была полностью перестроена в 2008—2009 годах в связи с землетрясением 27 августа 2008 года.

## История
На месте церкви стояла небольшая часовня. Великий князь, а позже император Николай II, возвращаясь из своего кругосветного путешествия, был недоволен отсутствием церкви в Слюдянке. В начале 1906 года в Слюдянку была перенесена церковь из станции Половинка недавно построенной Кругобайкальской железной дороги (КБЖД). Новая церковь была освящена в 1906 году, однако была закрыта в 1914 году из-за сильной тесноты. В том же 1914 году новое здание церкви было построено служащими постройки второго пути КБЖД. Она была освящена 29 декабря 1915 года.
В 1920 году части Русской армии отступили из города и он оказался под контролем большевиков. В 1922 году они изъяли из храма все ценности. В 1929 году Свято-Никольская церковь была закрыта, так как в ней были найдены револьверы и пулемёт. Храм был переделан в клуб, в котором проводились театральные выступления комсомольцев. В годы Великой Отечественной войны в церкви жили солдаты, приписанные к Слюдянскому военному госпиталю.
Церковь была возвращена верующим в 1947 году и с 27 апреля того же года в храме возобновились богослужения. Церковь постоянно работала в советское время, хотя с 1947 по 1968 годы не была официально зарегистрирована. В 1968 году верующими и заместителем председателя райисполкома был заключен договор о передаче им церкви в бессрочное пользование.

## В настоящее время
В 1992 году на территории церкви был установлен крест в память репрессированных слюдянцев. Здание храма является памятником истории и культуры федерального значения — 20 февраля 1995 года Указом президента Российской Федерации № 176 оно поставлено на государственную охрану. В 1998 году через Слюдянку проходил крестный ход «За веру и верность». 10 октября 1999 года слюдянская Свято-Никольская церковь подала заявление о перерегистрации церкви в Министерстве Юстиции Иркутской области согласно новым правилам государственной перерегистрации. В 2004 году завершилась регистрация прихода. Была запланирована масштабная реконструкция церкви. Проект, созданной по единственной сохранившейся дореволюционной фотографии, прошёл согласование Восточно-Сибирского отделения Росохранкультуры. Но землетрясение 2008 года внесло свои коррективы в этот проект. Старое здание церкви пришлось снести из-за трещин в куполе, опасных для прихожан и служителей. По проекту архитекторов О. Г. Александрова, Ю. В. Лебенко, К. А. Яковлева, М. А. Скалона, С. Ю. Коровкина было построено новое здание церкви — с обновленным интерьером, с восстановленными навершиями и другими элементами дореволюционного здания.

## Архитектура
Церковь была построена в русских формах с элементами стиля модерн. По облику она походила на теремок с шатрами, кокошниками, маковками, характерными для русского стиля второй половины XIX и начала XX веков. Фундамент сделан из местного мрамора. Храм в плане имеет форму креста. В северном и южном прорубах имеются две двери, ведущие на мраморные крыльца. Алтарь имеет два узких окна и две маленькие пристройки. Над притвором возвышалась колокольня с типовым завершением и маковкой с крестом. Над крышей был устроен четверик, а над ним возвышался шатёр с маковкой. На каждом углу этой кровли квадратной формы возвышались четыре малых маковки.